# Schlaich Bergermann Partner

Schlaich Bergermann & Partner – firma inżynieryjna z siedzibą w Stuttgarcie (Niemcy). Została założona w 1980 r. przez Jörga Schlaicha i Rudolfa Bergermanna.

## Projekty
- 1978–1992: Vidyasagar Setu, Kolkata, Indie
- 1998: Ting Kau Bridge, Hongkong
- Soccer City
- Knick-Ei
- Berlin Hauptbahnhof
- Liberty Bridge w Parku Falls
- Jawaharlal Nehru Stadium w Delhi
- Stadion Narodowy w Warszawie
- Niektóre elementy nowego kompleksu One World Trade Center